# Tambakboyo (Tambakboyo)
Tambakboyo is een bestuurslaag in het regentschap Tuban van de provincie Oost-Java, Indonesië. Tambakboyo telt 3368 inwoners (volkstelling 2010).